# ترجمة طومسون
تعد ترجمة تشارلز طومسون للكتاب المقدس الترجمة المباشرة والنادرة في وقتها للنسخة اليونانية السبعينية من كتاب العهد القديم باللغة الإنجليزية . واستغرق منه العمل تسعة عشر عامًا لإكماله ونُشر بشكله الاصلي عام ١٨٠٨. و يحتسب لطومسون الفضل بأنه أخرج ذلك العمل بدون أي مساعدة من معلمين آخرين . وعمل تشارلز طومسون المعلم اليوناني قبل الثورة الأمريكية كمدرس في العديد من المدارس الرائدة . و نُشرت ترجمة طومسون الكاملة للإنجيل اليوناني، باستثناء النصوص المشكوك فيها، وفي الف جزء كل منها يحوي أربع مجلدات، وكان المجلد الرابع هو ترجمة طومسون للعهد الجديد في ذات السنة. وكانت الطابعة جين آيتكين من فيلادلفيا.[بحاجة لمصدر]

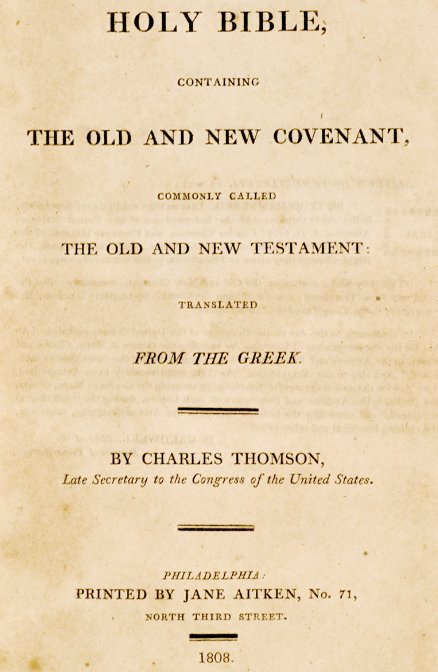
Thomson translation of the Bible

كانت ترجمة طومسون هي الأولى التي نشرت ترجمة العهد القديم، باللغة اليونانية، إلى اللغة الإنجليزية، وتم اعتبارها من قبل علماء الكتاب المقدس الإنجليز على أنها المنحة الأمريكية الفضلى . وفي كتابه "العمل المفصل للإنجيل في عام ٢٠٠٣"، يؤكد ديفيد دانييل على أن العلماء الذين عملوا على إنهاء نسخة المراجعة في إنجلترا ١٨٨١ تضمنوا ترجمة طومسون للكتاب الجديد من بين الكثير من الترجمات بالطبع. وقد كانت ترجمة طومسون للعهد الجديد هي أولى التراجم بالإنجليزية التي تم إنجازها في أمريكا.
ان نسخة طومسون الخاصة التي تتضمن التنقيح النهائي للنص الاصلي موجودة في مكتبة فيلادلفيا ، وفي عام ١٨١٥ نشر طومسون تفسيرا للأناجيل الأربعة الذي جاءت منه ملاحظات ذلك المقال، وقد عمل طومسون سكرتيرا قاريّا للكونجرس منذ عام ١٧٧٤وحتى ١٧٨٩.

## الموارد
- Holy Bible, containing the Old and New Covenant, commonly called the Old and New Testament. Translated from the Greek by Charles Thomson. Philadelphia, 1908. 4 vols.
- The Septuagint Bible: History
- PDF's of Charles Thomson's Septuagint Translation
- JSTOR article called "Charles Thomson, First American N. T. Translator--An Appraisal"
- A synopsis of the four evangelists - By Charles Thomson
- Daniell، David (2003). The Bible in English: Its History and Influence. Yale University Press.
- Read، Phyllis J.؛ Witlieb، Bernard L. (1992). The Book of Women's Firsts: Breakthrough Achievements of Almost 1,000 American Women. Random House Information Group. ISBN:978-0-679-40975-5. مؤرشف من الأصل في 2017-04-08.